# Арно, Франсуа (священник)
Франсуа Арно (фр. François Arnaud; 27 июля 1721, Конта-Венессен — 2 декабря 1784, Париж) — французский священник, писатель и филолог.

## Биография
Был аббатом в Граншан и библиотекарем графа Прованского (будущего Людовика XVIII). Сотрудничал с изданиями «Journal étranger» и «Gazette littéraire de l’Europe». С 1766 года он был редактором «La Gazette». Друг Жан-Батист Сюар, он также посещал салоны мадам Неккер и мадемуазель Леспинас. Благодаря поддержке мадемуазель Леспинас, он был избран во Французскую академию 11 апреля 1771 года и был представлен ее составу Жан Батистом де Шатобреном 13 мая, произнеся вступительную речь о характере древних языков по сравнению с французским языком. В том же году он был принят в Академию надписей. Он сотрудничал с Эли Фрегономи, наряду с Жан-Батистом Сюаром поддержал Кристофа Глюка в его споре с Никколо Пиччинни.
Полное собрание его сочинений состоит из 3 -х томов.